# Crue des hautes eaux

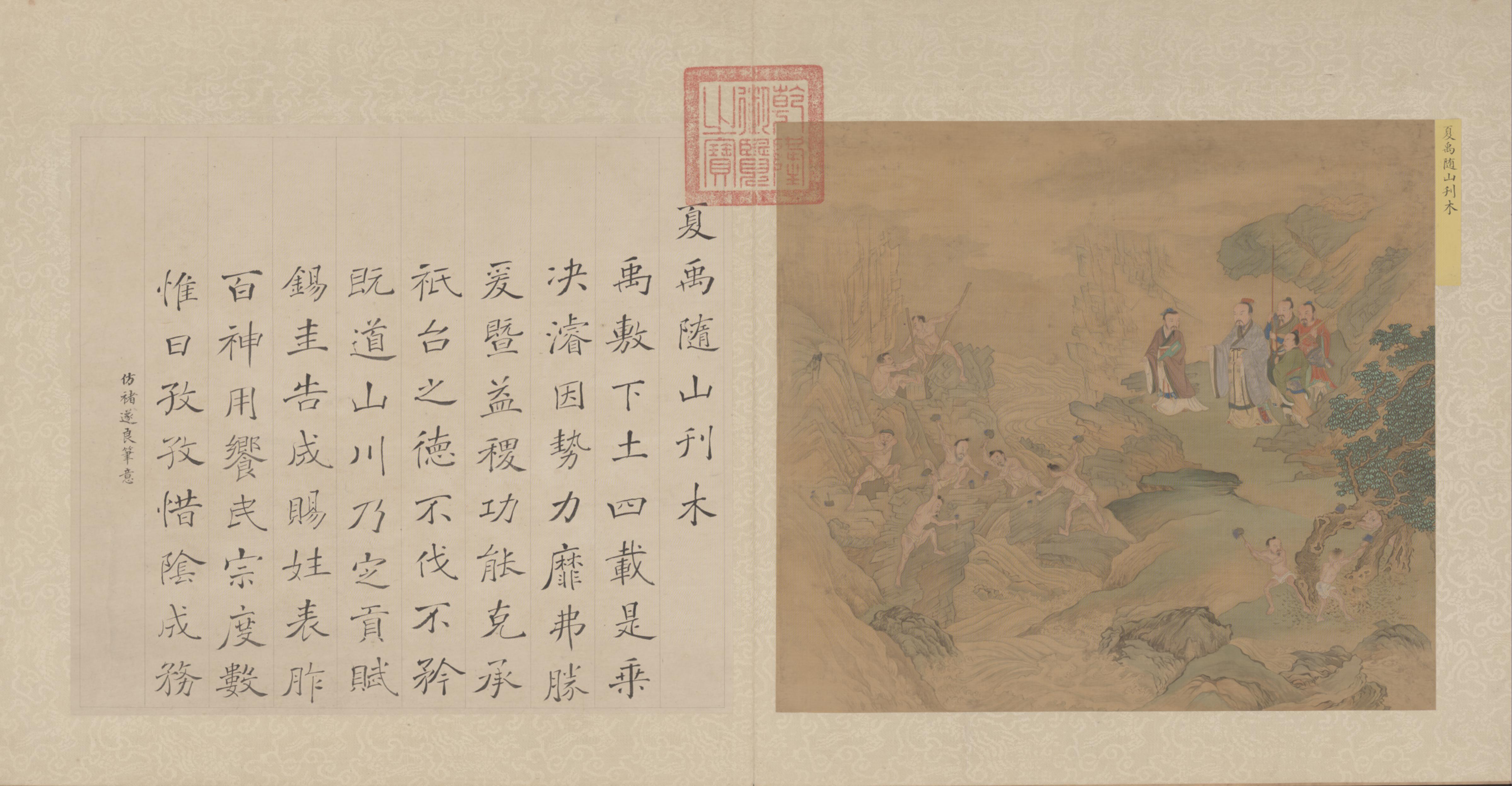
Yu le Grand supervisant des travaux afin de lutter contre la montée des eaux (calligraphie et peinture datant de la dynastie Qing).

La Crue des hautes eaux (大洪水), aussi connu sous le nom de mythe de Gun-Yu, est une légendaire inondation majeure de la Chine antique qui aurait duré au moins deux générations, entraînant de grands déplacements de population et d'autres catastrophes, telles que des tempêtes et des famines. Les gens quittèrent leurs maisons pour vivre sur les hautes collines et les montagnes, ou nicher dans les arbres. Selon des sources mythologiques et historiques, on la date traditionnellement au troisième millénaire avant notre ère, soit vers 2300-2200 avant notre ère, sous le règne de l'empereur Yao.
Cependant, des preuves archéologiques d'une crue soudaine dans la gorge de Jishi (en) sur le fleuve Jaune, comparable à des événements graves similaires survenus dans le monde au cours des 10 000 dernières années, ont été datées d'environ 1920 avant notre ère (quelques siècles après la fondation établie de la dynastie Xia qui succéda aux empereurs Shun et Yao), et il est suggéré qu'elle serait à l'origine du mythe.
Qu'elle soit traitée sous un angle historique ou mythologique, l'histoire de la Crue des hautes eaux et les tentatives héroïques des différents personnages humains pour la contrôler et enrayer la catastrophe constituent un récit fondamental de la culture chinoise. Entre autres choses, sa connaissance est essentielle pour comprendre l'histoire de la fondation des dynasties Xia et Zhou. Elle est également l'un des principaux récits du Déluge dans la mythologie chinoise et une source majeure d'allusions dans la poésie classique chinoise (en).

## Aperçu

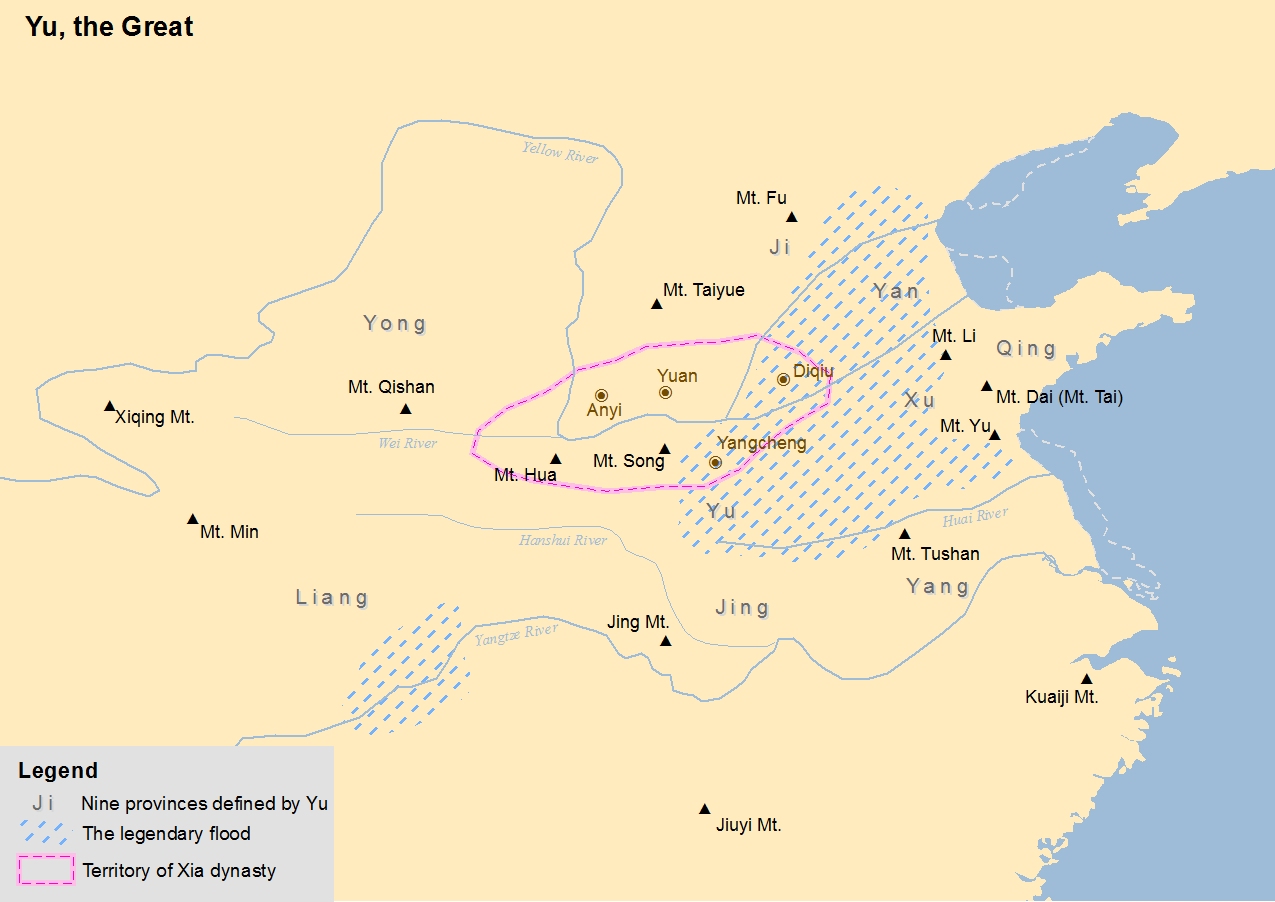
Carte montrant l'étendue de la crue légendaire et les Neuf provinces définies par Yu le Grand.

L'histoire de la Crue des hautes eaux joue un rôle dramatique dans la mythologie chinoise, et ses différentes versions présentent un certain nombre de similitudes avec le mythe du Déluge que l'on retrouve à travers le monde. Le récit chinois partage ainsi certaines caractéristiques communes, bien qu'il manque quelque peu de cohérence interne et qu'il incorpore diverses transformations magiques et interventions divines ou semi-divines comme Nuwa. Cependant, la crue chinois résulte généralement de causes naturelles et n'est pas une intervention divine pour punir l'humanité de ses péchés. Un autre motif distinct est l'accent mis sur les efforts héroïques et louables pour lutter contre la catastrophe, les inondations étant atténuées par la construction de digues et de barrages (comme avec les efforts de Gun), le creusement de canaux (comme ceux conçus par Yu le Grand), l'élargissement ou l'approfondissement des canaux existants et l'enseignement de ces compétences à d'autres.
Un autre motif clé est le développement de la civilisation et l'amélioration de la situation humaine malgré le désastre de la crue. Au cours des combats, de la survie et de la maîtrise des problèmes d'inondation, de nombreux progrès sont également réalisés en termes de gestion des terres, de contrôle des animaux et de techniques agricoles. Ces développements et d'autres font partie intégrante du récit et illustrent une approche plus large de la santé humaine et du bien-être de la société que la gestion d’urgence de la crue et de ses effets immédiats. Selon la légende, une approche globale du développement de la société a non seulement abouti à une coopération et des efforts à grande échelle pour contrôler les eaux, mais a également conduit à l'établissement du premier État dynastique de Chine, la dynastie Xia (vers 2070-vers 1600 av. J.-C.).
L'étude d'une crue importante datant d'environ 1920 avant J.-C. publiée en 2016, suggère que la concomitance de ces événements naturels et sociopolitiques majeurs connus à travers les preuves géologiques, historiographiques et archéologiques n'est peut-être pas une simple coïncidence mais plutôt une illustration d'une réponse culturelle profonde et complexe à une catastrophe naturelle extrême qui a relié de nombreux groupes vivant le long du fleuve Jaune.

## Récit

### Début de la crue

L'empereur Yao (peinture du XIIIe siècle).

C'est sous le règne de l'empereur Yao que commence la grande crue, un déluge si vaste qu'aucune partie de son territoire n'est épargnée, et que les vallées du fleuve Jaune et du Yangtsé sont toutes deux inondées. La nature présumée de la crue est illustrée par la citation suivante de l'empereur :
« Comme une eau bouillante qui ne cesse de bouillir, la crue déverse des ravages. Elle est sans limite et accablante, elle s'abat sur les collines et les montagnes. Elle monte sans cesse et menace les cieux. Comme les gens doivent gémir et souffrir !. »
Selon des sources historiques et mythologiques, les inondations se poursuivent sans s'arrêter. Yao recherche quelqu'un qui pourrait maîtriser les eaux et demande conseil à son ou ses conseillers spéciaux nommés les Quatre Montagnes (en) (四嶽 ou 四岳, Siyue). Ceux-ci, après délibération, donnent à l'empereur Yao des conseils qu'il n'apprécie pas particulièrement.

### Yao nomme Gun
Sur l'insistance des Quatre Montagnes et malgré les hésitations initiales de Yao, il consent finalement à donner la charge de la crue à Gun, le prince de Chong, un parent éloigné de Yao par descendance commune de l'Empereur Jaune.

### Les efforts de Gun
Selon la principale tradition mythologique, le plan de Gun pour contrôler les eaux consiste à utiliser une terre miracle nommée Xirang (en), capable de s'auto-étendre et de croître en continu. Pour l'obtenir, Gun n'a d'autre choix que de le dérober à la Divinité suprême, ce qui rend celle-ci très en colère face à cette importunité. Année après année, à de nombreuses reprises et dans de grandes proportions, Gun utilise la terre magique du Xirang pour tenter de bloquer les eaux de la crue avec des barrages, des digues et des remblais. Cependant, il ne réussit jamais à résoudre définitivement le problème. Que son échec soit dû à la colère divine ou à des défauts d'ingénierie reste une question sans réponse - bien qu'une telle question ait déjà été soulevée il y a plus de deux mille ans par le poète Qu Yuan dans son Questionnement au Ciel ».

### Shun au pouvoir

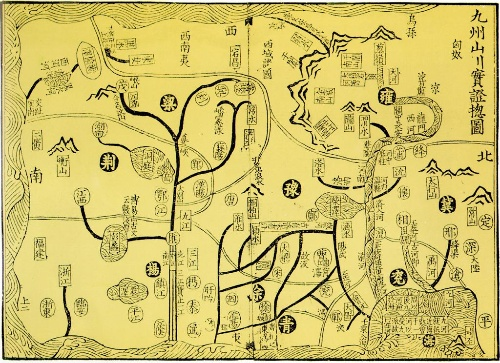
Représentation du système des zhou (« îles », mais aujourd'hui réinterprétées en « provinces »), un système dont l'empereur Shun est crédité.

Après neuf ans d'efforts de Gun, la crue continue de faire rage, entraînant l'augmentation de toutes sortes de désordres sociaux, et l'administration de l'empire devient de plus en plus difficile. C'est pour cela qu'Yao propose à ce moment-là de démissionner du trône en faveur de son ou ses conseillers spéciaux, les Quatre Montagnes. Cependant, ceux-ci déclinent l'offre et recommandent à la place Shun, un autre parent éloigné de Yao par l'intermédiaire de l'Empereur Jaune, mais qui vivait dans l'ombre malgré sa lignée royale.
Yao soumet Shun à une série de tests, en commençant par lui faire épouser ses deux filles et en terminant en l'envoyant des montagnes aux plaines en contrebas où il doit faire face à des vents violents, au tonnerre et à la pluie. Après avoir passé tous les tests de Yao, dont le moindre n'est pas de maintenir un état d'harmonie conjugale avec les deux filles de Yao (en), Shun assume des responsabilités administratives en tant que co-empereur. Parmi ces responsabilités, il doit faire face à la grande crue et aux perturbations qui y sont associées, en particulier à la lumière du fait que la décision réticente de Yao de nommer Gun pour gérer le problème n'a pas réussi à résoudre la situation, malgré le fait qu'il y ait travaillé pendant neuf ans. Shun prend des mesures au cours des quatre années suivantes pour réorganiser l'empire, de manière à résoudre les problèmes immédiats et à mettre l'autorité impériale dans une meilleure position pour faire face au déluge et à ses effets.
Bien que l'organisation (ou la réorganisation) par Shun des terres inondées et de plus en plus inondées en zhou (« îles ») ait atténué certaines des difficultés administratives, le fait demeure que malgré les quatre années supplémentaires d'efforts, Gun n'a toujours pas réussi à résoudre le problème principal des inondations en cours, et que l'eau continue même à monter. Gun insiste pour maintenir le cap avec les digues, insistant sur le fait que malgré l'échec total jusqu'à présent, les gens doivent travailler encore plus dur et continuer à construire de plus en plus haut. Il remet également en question la légitimité de Shun en tant que dirigeant en raison de son origine modeste.

### Actes de Shun

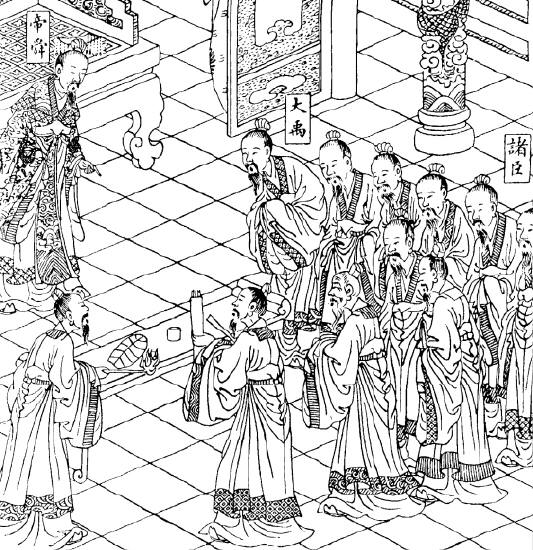
L'empereur Shun effectue une divination dans le palais, en présence de Yu (dessin datant de 1725).

Après les solennités de son accession définitive au pouvoir, la première chose que Shun fait est de réformer le calendrier. Ensuite, pendant une période d'un mois, il convoque une série de réunions, de cérémonies et d'entrevues dans la capitale impériale avec les Quatre Montagnes et les chefs, seigneurs ou princes des maisons, clans, chefs de famille, tribus et nations du royaume.
Shun se rend ensuite au mont Tai pour commencer sa tournée d'inspection du royaume ravagé par la crue. Il y rencontre les princes des régions de l'est et, après certaines cérémonies religieuses, normalise les poids, les mesures et les rituels. Puis il fait de même au sud, à l'ouest et au nord, rencontrant sur les montagnes sacrées de chaque région les princes et les dirigeants locaux et normalisant leurs règles, mesures et pratiques. Tous ces actes peuvent être considérés comme préparatoires à la lutte contre la crue qui nécessite un effort d'un niveau extraordinaire d'activité synchronisée et coordonnée sur un territoire relativement vaste : le calendrier est unifié grâce à sa première réforme, et les mesures d'ingénierie sont rendues possibles par la normalisation des poids et mesures.
Vers la fin de l'année, Shun revient au siège impérial et, après avoir offert un taureau en sacrifice au temple de ses ancêtres, met en œuvre le plan qu'il a élaboré au cours de sa tournée d'inspection. L'une de ces mesures consiste à diviser l'empire en douze unités administratives (zhou), chacune administrée depuis la plus haute montagne de la région. Il s'agit sans aucun doute d'un expédient utile face à la montée et à l'imprévisibilité des eaux de la crue. Une autre des mesures prises par Shun est la réforme administrative.

### Disparition de Gun
Gun ayant échoué à contrôler les eaux et ayant remis en question la légitimité du règne de Shun, il est qualifié d'intransigeant. En conséquence, dans le cadre de ses réformes administratives, Shun le fait bannir à la montagne de la Plume (en). Les différents récits semblent s'accorder sur le fait qu'il y est mort, soit exécuté par Zhu Rong, soit par une transformation métamorphique en - selon les versions - ours jaune, tortue à trois pattes ou dragon jaune.

### Yu , le fils de Gun
D'une manière ou d'une autre, Gun a eu un fils nommé Yu. Divers mythes suggèrent que cela s'est produit dans des circonstances qui ne correspondent pas aux critères normaux des faits historiques. Yu reprend la succession de la lutte contre les eaux du déluge.

### Yu le Grand contrôle les eaux

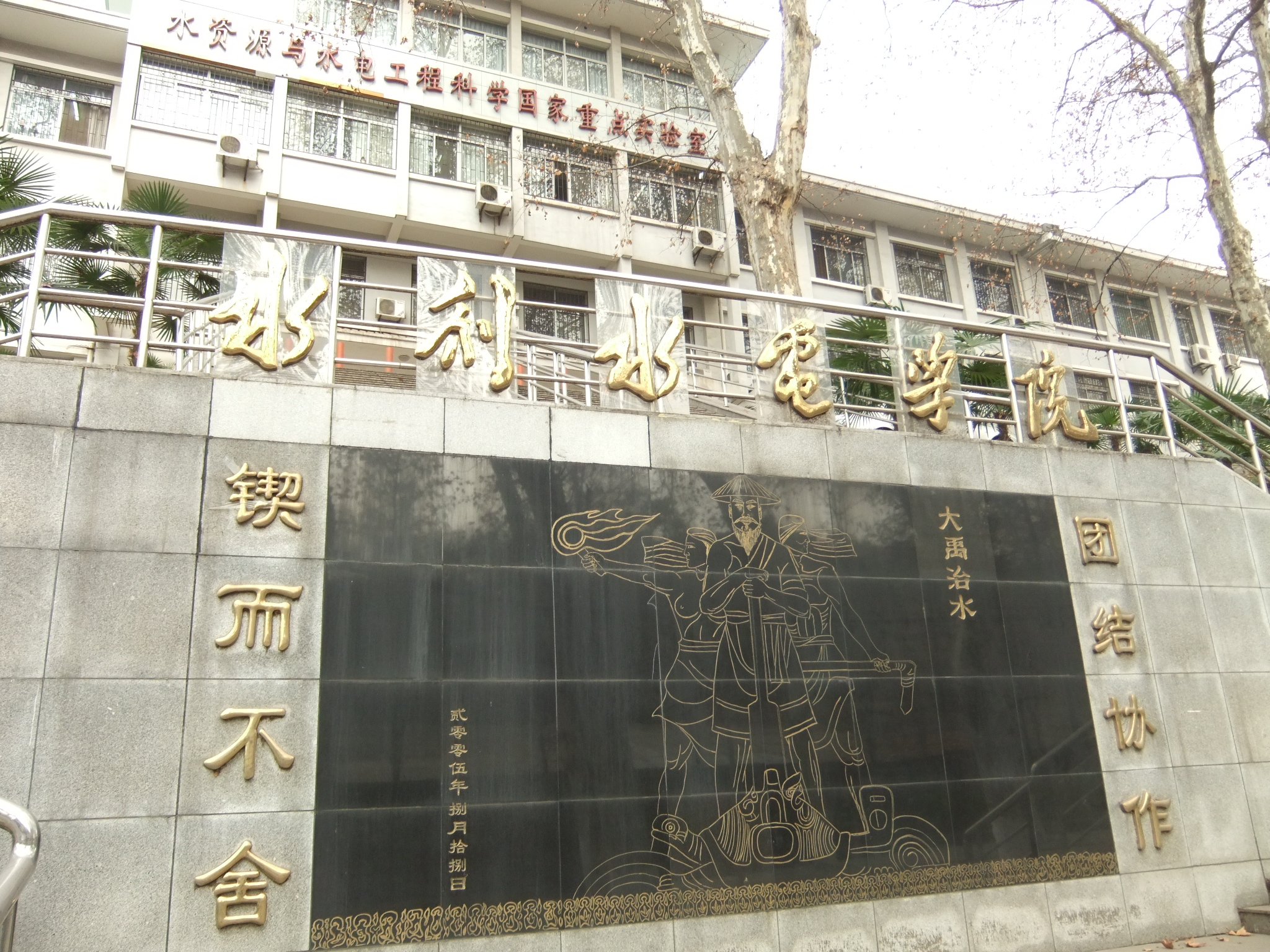
Yu le Grand luttant contre le déluge avec ses alliés humains et tortues (bas-relief de l'université de Wuhan).

Yu tente une approche différente du projet de contrôle des inondations, qui, au final, ayant été couronnée de succès, lui vaut une renommée dans toute l'histoire chinoise, dans laquelle la grande inondation de Gun-Yu est communément appelée « Yu le Grand contrôle les eaux » (大禹治水, Da Yu Zhishui). Yu semble avoir choisit une approche plus orientée vers le drainage et moins vers le confinement avec des barrages et des digues. Selon les versions les plus élogieuses de l'histoire, il lui faut également soumettre divers êtres surnaturels ainsi que recruter l'aide d'autres personnes, par exemple un dragon creusant des canaux et une tortue géante transportant de la boue. Selon la tradition, il aurait décrit son travail par la citation suivante :
« Les eaux déferlantes semblaient attaquer les cieux, et dans leur étendue embrassèrent les collines et dépassèrent les grands monticules, de sorte que les gens furent déconcertés et accablés. J'ouvris des passages pour les ruisseaux dans les Neuf provinces (en) et les conduisis jusqu'aux mers. J'approfondis les canaux et les conduisis jusqu'aux ruisseaux. »

### Les aides de Yu
Divers mythes, ou versions du mythes, précisent qu'Yu a reçu diverses aides pour réussir à contrôler la crue. Hebo, le dieu du fleuve Jaune, lui aurait fourni une carte du cours d'eau et de ses environs qui l'aurait aidé à élaborer ses plans. Dans une autre version, cette carte aurait été fournie par la déesse Houtu.

### Conséquences
Après avoir œuvré pour contrôler les eaux de crue, Yu devient le seul empereur respecté et fonde la dynastie Xia lorsque son fils Qi lui succède, établissant ainsi le début d'une tradition de succession dynastique par droit d'aînesse. Mais, avant cela, après avoir terminé son travail contre l'inondation, Yu aurait rassemblé tous les héros et dieux impliqués sur le mont Guiji (dans l'actuel Zhejiang) à un certain moment ; mais, lorsque le géant Fangfeng (en) arrive en retard, Yu le fait exécuter pour cela. Plus tard, il s'avéra que Fangfeng était en retard parce qu'il s'était arrêté pour lutter contre une inondation locale qu'il avait rencontrée sur son chemin.

## Acquisition de la civilisation agricole
Outre le motif de contrôle des eaux de crue, un autre motif est particulièrement caractéristique du mythe chinois du déluge de Gun-Yu, à savoir l'acquisition de la civilisation agricole. Dans certaines versions, cela inclut la nomination de Ji Qi (plus tard appelé Houji) au poste de ministre de l'Agriculture. D'autres versions détaillent comment un petit reste de population composé de seulement deux ou quelques individus a réussi à survivre au déluge et au processus de repeuplement/civilisation qui a suivi la catastrophe mondiale, et/ou comment les graines de céréales ou le feu ont été obtenus. Une autre figure à cet égard est Yi (en), également connu sous le nom de Boyi ou Bo Yi.

## Historicité
Le récit de la crue de la Chine antique peut donner un aperçu du développement social de cette époque. Le sinologue britannique David Hawkes (en) commente la manière dont les différentes versions de l'histoire de Gun-Yu semblent contraster le succès ou l'échec relatif, ou du moins les différences, entre Gun, le père, et Yu, le fils. Hawkes propose une interprétation symbolique d'une transition sociétale. Dans ce cas, Gun représente une société à un stade technologique antérieur, qui s'engage dans une agriculture à petite échelle consistant à élever des zones de terres arables suffisamment au-dessus du niveau des marais existant alors dans les plaines inondables du système du fleuve Jaune, y compris ses affluents : de ce point de vue, la terre magique Xirang (en) peut être compris comme représentant une sorte de jardin flottant, composé de terre, de broussailles et de matériaux similaires. Yu et son travail de contrôle du déluge symboliseraient un type de société ultérieur, une société dotée d'innovations technologiques permettant une approche à bien plus grande échelle de la transformation des zones humides en champs arables. Hawkes explique les transformations miraculeuses du paysage qui apparaissent dans les descriptions mythologiques comme symboliquement représentatives d'un système de drainage quadrillé conçu pour éliminer définitivement des zones entières de marais, au profit de champs exploitables à l'agriculture.
Les récentes découvertes archéologiques et géologiques pourraient avoir une certaine influence sur l'histoire du la crue. Des preuves archéologiques d'une grande crue soudaine dans la gorge de Jishi (en) sur le fleuve Jaune sont datées d'environ 1920 av. J.-C. et elle aurait servi de base au mythe ultérieur. Un glissement de terrain colossal a créé un barrage naturel sur le fleuve qui a été rompu environ un an plus tard. L'inondation qui en a résulté aurait vraisemblablement parcouru 2 000 km en aval du fleuve et l'instabilité des lits fluviaux qui en a résulté aurait pu durer jusqu'à vingt ans. À cette époque, le Néolithique a cédé la place à l'âge du bronze dans la vallée du fleuve Jaune. Les auteurs suggèrent que cela a coïncidé avec le début de la dynastie Xia, plusieurs siècles plus tard que ce que l'on pensait traditionnellement, et que la culture d'Erlitou est une manifestation archéologique de la dynastie Xia.

### Datation

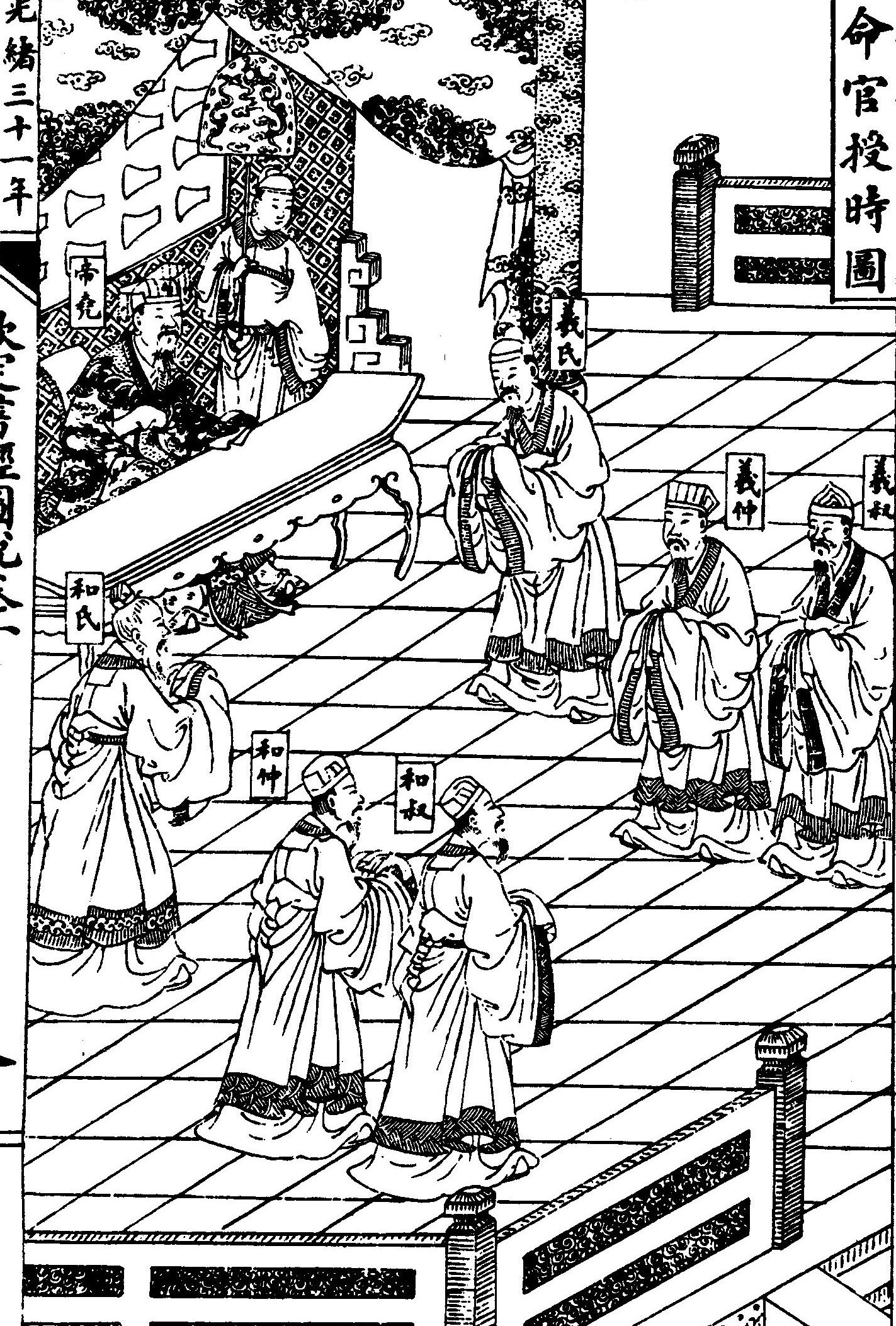
Les frères Xihe reçoivent l'ordre de l'empereur Yao d'organiser le calendrier.

L'historien K. C. Wu estime que le « Canon de Yao » (Yaodian) dans le Classique des documents (Shujing) a une valeur historique, bien qu'il fasse partie du « second lot » ou « nouveau » texte comprenant cette collection de documents, malgré la nature problématique de leur transmission textuelle, et qu'ils semblent avoir été reconstitués ou fortement édités et interpolés, par rapport au « premier » ou « ancien » lot, qui aurait survécu aux incendies de Qin (l'incendie des livres et enterrement des lettrés ainsi que la destruction par le feu de la bibliothèque impériale de Qin lors de l'effondrement de sa dynastie). Les documents du premier lot seraient restés cachés pendant environ un siècle, jusqu'à ce qu'ils soient accidentellement découverts et remis à un descendant de Confucius. Wu admet que le Yaodian n'est pas une copie directe de l'original, mais il soutient qu'il était basé sur les mêmes sources authentiques que les documents du premier lot, et qu'il était peut-être même dans une certaine mesure basé sur l'original réel. Cependant, le facteur décisif que K. C. Wu considère comme une confirmation objective et extra-textuelle du « Canon de Yao » (et par implication, du reste des documents du deuxième lot) a directement à voir avec la datation de la crue, plus précisément vers l'an 2200 avant J.-C. Cela est basé sur la comparaison des données astronomiques du texte avec l'analyse astronomique ou astrophysique moderne.
Au début de son règne, Yao aurait nommé quatre fonctionnaires ministériels (deux groupes de deux frères) pour effectuer les observations astronomiques nécessaires à la réforme du calendrier. Chacun de ces individus aurait été envoyé aux limites du territoire royal, un dans chacune des directions cardinales, où ils étaient censés observer certaines étoiles au coucher du soleil à chacun des solstices et équinoxes, afin que les résultats puissent ensuite être comparés et que le calendrier soit ajusté en conséquence. K. C. Wu cite des références de deux astronomes modernes qui confirment en grande partie une date d'environ 2200 avant J.-C. pour le règne de Yao, ce qui est conforme à la datation traditionnelle acceptée.
Au vu de Yao et de son règne, ces preuves d'observations astronomiques précises pourraient être interprétées comme une intrusion de l'archéoastronomie dans le domaine de la mythologie ; en d'autres termes, des observations astronomiques anciennes ont été incorporées au matériel mythologique, ou l'inverse.